# East Harwich
East Harwich statisztikai település az USA Massachusetts államában, Barnstable megyében. Lakosainak száma 5250 fő (2020. április 1.).

## Népesség
A település népességének változása:

| 2010 | 4 872 |
| 2020 | 5 250 |